# 鈴木伸太朗
鈴木 伸太朗（すずき しんたろう、1981年10月25日 - ）は、広島県出身の元野球選手（外野手）である。
父親は元読売ジャイアンツ選手の鈴木伸良。

## 来歴
広陵高時代は、長打力と機動力のある1番・二塁手として活躍。中井哲之監督に「どこに出しても恥ずかしくないバッター」と言わせた。3年生時の春季県大会では22打数13安打、打率．591　3本塁打と優勝に貢献したが、甲子園出場の機会には恵まれなかった。
立正大学に進学し、2年生時には東都2部リーグにおいて打率.429で首位打者を獲得した。
2004年、社会人野球の富士重工業に入社。2006年の第33回社会人野球日本選手権大会決勝の日本生命戦では2打点を挙げ、チームの25年ぶり2度目の日本一に貢献した。
2008年、翌2009年も富士重工業の戦力構想に入っていたが、出場機会を求めて自ら退社しトライアウトを受験。2009年からBCリーグの群馬ダイヤモンドペガサスに入団することとなった。しかし、成績が振るわず同年シーズン終了をもって現役を引退。
現在は、故郷の広島に戻り中学生の野球チームのコーチを務める。

## 人物
- 群馬ダイヤモンドペガサスでは父の現役時代と同じ背番号58を着けていた。
- ダイヤモンドペガサス主催試合時、打席に入る際の登場曲にGiFT「勝利ノウタ」を使っていた。
- 元GiFTのメンバー竹本洋介は広陵高校時代の同級生である。

## 詳細情報

### 年度別打撃成績
| 年 度    | 球 団    | 試 合 | 打 席 | 打 数 | 得 点 | 安 打 | 二 塁 打 | 三 塁 打 | 本 塁 打 | 塁 打 | 打 点 | 盗 塁 | 盗 塁 死 | 犠 打 | 犠 飛 | 四 球 | 敬 遠 | 死 球 | 三 振 | 併 殺 打 | 打 率 | 出 塁 率 | 長 打 率 | O P S |
| -------- | -------- | ----- | ----- | ----- | ----- | ----- | -------- | -------- | -------- | ----- | ----- | ----- | -------- | ----- | ----- | ----- | ----- | ----- | ----- | -------- | ----- | -------- | -------- | ----- |
| 2009     | 群馬     | 58    | 153   | 17    | 31    | 5     | 1        | 2        | 15       | 24    | 5     | 4     | 7        | 2     | 5     | 1     | 5     | 19    | .203  | .244     | .340  | .584     | -        | -     |
| 通算:1年 | 通算:1年 | 58    | 153   | 17    | 31    | 5     | 1        | 2        | 15       | 24    | 5     | 4     | 7        | 2     | 5     | 1     | 5     | 19    | .203  | .244     | .340  | .584     | -        | -     |

### 背番号
- 58 （2009年）